# Asphondylia ambrosiae
Asphondylia ambrosiae är en tvåvingeart som beskrevs av Gagne 1975. Asphondylia ambrosiae ingår i släktet Asphondylia och familjen gallmyggor. Inga underarter finns listade i Catalogue of Life.